# Varaner
Varaner (Varanus) er en slægt af middelstore og store øgler som findes i det meste af Afrika, Sydasien, Sydøstasien, Ny Guinea og Australien. De forekommer i mange forskellige biotoper fra ørken til tropisk regnskov.
Betegnelsen varan kan også bruges om medlemmer af varanfamilien (Varanidae) eller overfamilien Varaniformes. Forskellen er ikke stor, da øreløs varan er eneste nulevende medlem af disse grupper som ikke er i slægten Varanus. Ofte regnes øreløs varan til sin egen familie.

## Kropsbygning og levevis
Totallægden varierer fra 25 cm hos Varanus brevicauda til 3,1 m hos komodovaranen. Hos de fleste arter udgør halen en stor del af totallængden. Hovedet er lille med små øjne, mens nakken og kroppen er kraftige. Lemmene er stærke, og har fem tæer med krumme kløer. Den kraftigt byggede hale kan ikke afkastes. Der er ni nakkehvirvler, hvor de fleste andre øgler har otte. Skindet er løst, og har små skæl. Tungen er lang og dybt kløftet som hos slanger og overfører duft til Jacobsons organ. Lugtesansen er vigtigere end synet for at finde bytte.
Lungerne og hjertet er mere effektive end hos andre øgler. Hvis man ser bort fra de akvatiske arter, så har anaerob respiration ikke så stor betydning som hos andre slanger og øgler, og blodet indeholder lidt mælkesyre. Det antages også, at varaner er mere intelligente end andre øgler, og det er påvist, at de kan tælle til seks.
I parringstiden kæmper hannerne mod hinanden. Hos de store arter rejser de sig på to ben og udkæmper brydekampe. Alle arter lægger æg. Nogle placerer æggene i termitboer, andre graver dem ned i jorden.
Som regel bevæger varaner sig på alle fire ben, men de kan også rejse sig på to ben, for at løbe hurtigere, eller for at få bedre oversigt. Mange arter klatrer i træer, og de fleste er gode svømmere. Nogle arter er delvis akvatiske, og drives frem i vandet af halen som er fladklemt fra siden. Alle varaner er stort set dagaktive. Når en varan føler sig truet, slår den med halen, oppuster struben, hvæser højt, og vender siden til samtidig med at kroppen presses sammen.
Varaner er rovdyr, men nogle trælevende arter spiser også frugt. Små varaner fanger hvirvelløse dyr som insekter, bløddyr og krebsdyr, mens større individer tager forskellige hvirveldyr. Komodovaranen jager til og med  svin og hjorte, og mange af de store arter tager ådsler. Kannibalisme er heller ikke usædvanligt. Små byttedyr bliver slugt hele. Større bytte rives i stykker med tænderne, mens forbenene holder det på plads, før stykkerne sluges hele. Tænderne er krumme og fladklemte fra siden, og nogle arter har savtakker på tænderne. Det er påvist, at flere varanarter har giftkirtler i underkæben og at giften hjælper med til at dræbe byttet.

## Udbredelse og systematik
I Australien findes 29 af verdens 73 varanarter, og her lever både den mindste og den fjerdestørste art, Varanus giganteus. Sandsynligvis overtager varanerne her økologiske nicher, som ellers fyldes af rov-pattedyr og rovfugle. Den allerstørste art, komodovaran, findes kun på små øer uden andre store rovdyr.
Den nærmeste nulevende slægtning er øreløs varan, som er en lidet kendt øgle fra Borneo. Nogle systematikere regner øreløs varan til varanfamilien, mens andre placerer den i sin egen familie. Mange forskellige uddøde øgler antages at være beslægtede med varanerne, blandt andet de marine mosasaurer fra kridttiden. Det er også blevet hævdet, at slanger stammer fra øgler som stod varanerne nær.
Fossile arter af slægten Varanus er tidligst kendt fra miocæn. Dengang levede blandt andet Varanus rusingensis i Kenya, V. hofmanni i Europa, og V. pronini i Kasakhstan. Andre arter er kendt fra pliocæn, som V. marathonensis fra Europa, og den store V. sivalensis fra Indien. I Australien levede kæmpen V. priscus i pleistocen. Det er den største terrestriske øgle som nogensinde har levet. På Ny Kaledonien  er der fundet fossile rester efter varaner, selvom øen ligger i Stillehavet uden for slægtens udbredelse i dag.